# Stazione radio aerea

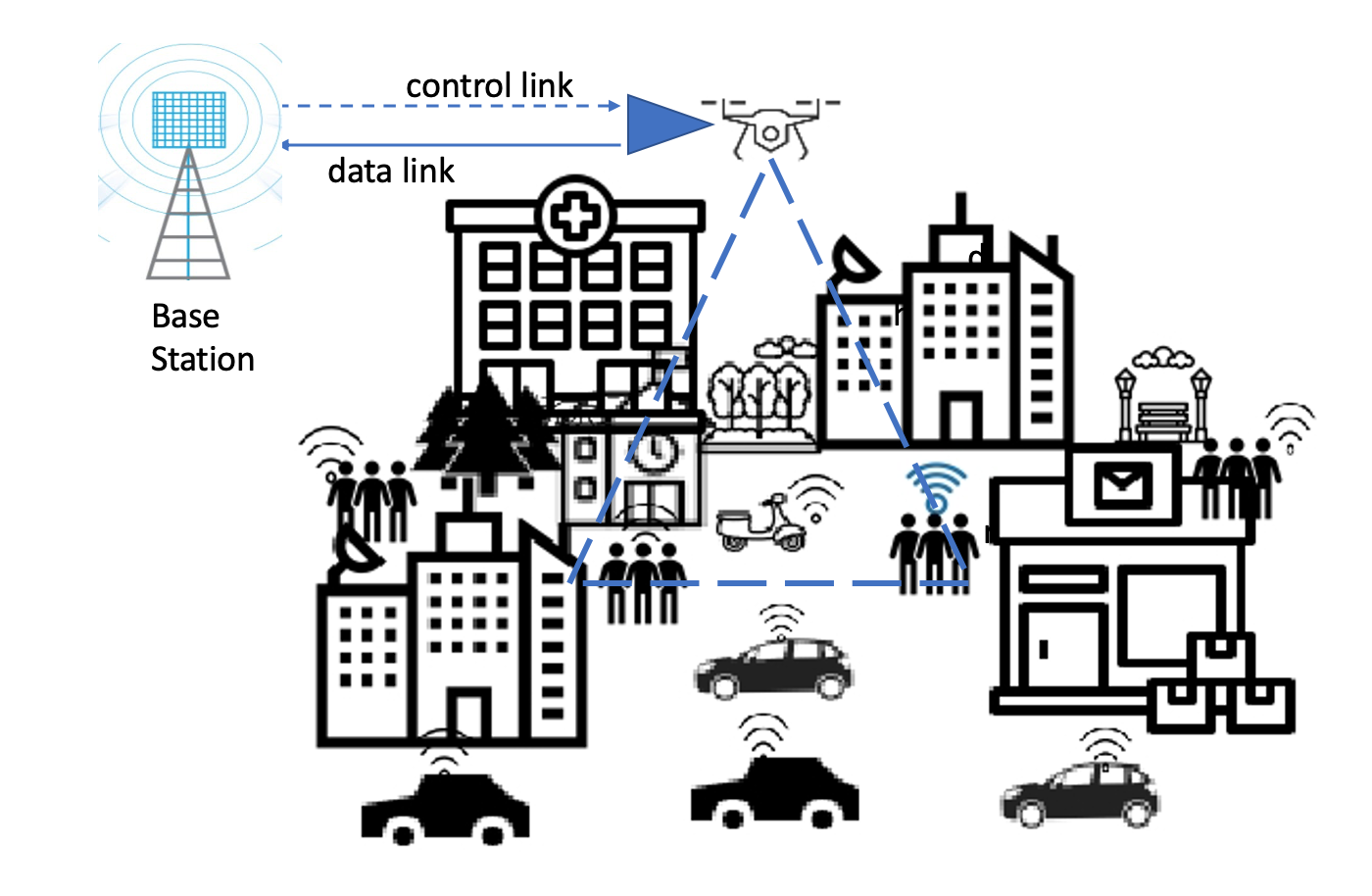
Scenario di rete con presenza di stazioni base aerea

Una stazione radio aerea è una stazione radio base installata su veicoli senza pilota (in inglese unmmande aerial vehichels o UAVs). Questo sistema di antenne volanti può funzionare come collegamento wireless tra la rete di backhaul (rete di ritorno) e la rete di accesso.
Se più di una stazione radio aerea è coinvolta nel meccanismo di trasmissione, formando uno sciame di stazioni aeree, si parla di rete wireless in volo ad-hoc. Quest'ultima è un'estensione aerea della rete wireless ad hoc o rete ad-hoc mobile.
Fornire "connettività dal cielo" è uno degli aspetti innovativi della rete 5G. Una differenza importante delle stazioni radio aeree rispetto all'architettura di rete statica classica è la loro capacità di implementare connessioni su richiesta in posizioni specifiche, grazie alle loro proprietà di mobilità, flessibilità nello spazio tridimensionale, altitudine variabile e rotazione simmetrica. Ciò consente di offrire agli utenti a terra servizi premium con collegamenti ad alta qualità, bassa attenuazione, elevata capacità e con poca interferenza.
Dal punto di vista industriale, sono stati pianificati diversi casi di utilizzo delle stazioni radio aeree col fine di fornire connettività durante eventi temporanei e situazioni di emergenza oppure in aree rurali in assenza di preesistenti infrastrutture di rete solide.

## Veicoli aereo senza pilota nelle comunicazioni wireless
I veicoli aerei senza pilota nascono principalmente con scopi militari, ma, grazie all'evoluzione della tecnologia di produzione, oggigiorno, è una delle principali soluzioni candidate a fornire connettività su richiesta nei sistemi di rete 5G.

### Storia
Gli UAVs, più comunemente identificati come droni, sono piccoli aeromobili o mongolfiere che possono essere controllati in remoto da un radiocomando o usando sistemi intelligenti a bordo che rendono autonomo il drone, collaborando semplicemente con la rete e senza alcuna interazione umana.
Storicamente, gli UAVs erano oggetti con un alto dispendio economico, quindi, venivano utilizzati principalmente per scopi militari come consegna di merci, sorveglianza a distanza, attacchi armati e, per evitare il sacrificio di numerosi soldati in territori ostili dato che solo un pilota con un controllo a radiofrequenza a distanza veniva coinvolto. Il primo uso di un veicolo senza pilota è stato registrato a Venezia nel 1849 quando gli austriaci attaccarono l'Italia usando mongolfiere senza equipaggio ma cariche di esplosivo. Applicazioni degli UAVs furono presenti anche durante la prima e la seconda guerra mondiale.
Grazie all'avanzamento dei sensori di bordo e alle tecnologie di produzione, nella seconda metà del XX secolo, gli UAVs sono stati utilizzati anche per operazioni di spionaggio e per la ricerca di ostaggi mediante l'uso di sensori wireless.
All'inizio degli anni 2000, sia i costi che le dimensioni sono diminuiti bruscamente e le applicazioni civili e commerciali degli UAVs hanno iniziato ad essere predominanti, consentendo una miriade di usi nel campo delle comunicazioni wireless con il supporto dell'architettura di rete esistente, come la consegna dei pacchi di piccole dimensioni e il controllo del traffico in uno scenario cittadino, o come supporto all' agricoltura di precisione e all'ispezione dei terreni nell'Industria 4.0. È bene notare che in tutti questi scenari gli UAVs funzionano principalmente come utenti della rete, in coesistenza con gli utenti di terra classici, e non come parte integrante dell'infrastruttura di rete stessa. Tale tecnologia wireless è generalmente definita in inglese come 'cellular-connected UAVs'. Amazon Air e Google’s project Wing sono esempi di utilizzo della rete cellulare da parte degli UAVs.
Negli ultimi anni, grazie alla miniaturizzazione continua dei componenti delle comunicazione wireless, prende sempre più l'idea di dotare gli UAVs di ricetrasmettitori a radiofrequenza e di hardware dedicato per fornire collegamenti wireless ad alta affidabilità su richiesta agli utenti. Infatti, è possibile trovare ricetrasmettitori con un peso inferiore a 2 chilogrammi che possono essere facilmente installati sull'aeromobile utilizzando un supporto stampato in 3D.
Il nuovo concetto di comunicazioni wireless assistite da UAVs è una tecnologia promettente per supportare il traffico di dati wireless in rapida crescita. Come dimostrano i risultati dei test del settore industriale e della ricerca accademica, le stazioni radio aeree oggigiorno costituiscono un componente importante della rete 5G.

### Aspetti chiave e stimolanti
L'integrazione di stazioni radio aeree nelle reti cellulari wireless come piattaforme di comunicazione aerea offre non solo nuove possibilità di progettazione dell'infrastruttura di rete ma anche una serie di tematiche da tenere in considerazione. In effetti, ci sono molte differenze rispetto alla controparte terrestre.
- altitudine elevata: un'altezza tipica di una stazione radio terrestre è di circa 10-20 metri in uno scenario urbano, mentre l'attuale regolamento consente agli UAVs di librarsi fino a 100–120 m dal suolo. Ciò permette alle stazioni radio aeree di ottenere una copertura più ampia rispetto all'infrastruttura terrestre classica e di ridurre l'interferenza dagli altri terminali, potendoli facilmente individuare a diverse altitudini e angoli di elevazione misurati rispetto alla stazione radio;[2][6]
- mobilità e tracciamento dell'utente: la stazione radio può fornire una maggiore probabilità di canali in linea di vista (line of sight o LoS in inglese) rispetto alle classiche comunicazioni terrestri che generalmente subiscono una maggiore attenuazione ed effetti di dissolvenza. I ricetrasmettitori sulle stazioni radio aree possono tracciare gli utenti in movimento (pedoni, veicoli connessi o dispositivi internet delle cose) mantenendo una connessione in LoS stabile. I vantaggi di tale condizione sono molti. Ad esempio, nella rete 5G, vengono impiegate le onda millimetriche e la condizione di LoS è vitale per fornire connettività a queste frequenze. Inoltre, tale condizione consente un beamforming (allineamento elettromagnetico) efficace nello spazio 3D, rendendo le stazioni radio aeree ottimi candidati per l'uso di più antenne contemporaneamente;[3][6]
- reti con più stazioni radio aeree sono reti molto flessibili e scalabili, infatti il numero di stazioni aree coinvolte può essere modificato in modo dinamico e in base al caso d'uso. Di solito, le informazioni tra le varie stazioni vengono scambiate usando il protocollo 802.11p tipico delle comunicazioni veicolari. Il termine ad-hoc si riferisce al fatto che queste reti sono caratterizzati da un protocollo di routing decentralizzato per la trasmissione di informazioni sui dati;[5]
- design ad alta efficienza energetica: gli UAVs sono sistemi limitati dal punto di vista energetico. Questo aspetto pone limiti critici sul tempo di volo, pertanto, sorgono alcuni compromessi tra la qualità dei servizi forniti all'utente (cioè più potenza trasmessa) e dei suoi vincoli energetici;[3][4]
- sicurezza dell'ambiente circostante: le stazioni radio aeree e i loro sensori devono essere costantemente monitorati per evitare incidenti e mantenere la distanza di sicurezza con altri veicoli aerei, edifici e ostacoli. A tal fine, viene stabilito un collegamento di controllo con la rete di backhaul;[2]
- privacy e protezione dei dati: le informazioni raccolte dai sensori di bordo sono un problema in termini sia di privacy delle persone che delle imprese.[2][3][6]

### Scenari di impatto e applicazioni
Le stazioni radio aeree consentono ad un operatori di telefonia mobile o ai progettisti di reti di creare reti su richiesta in un'area confinata per soddisfare particolari clienti e casi d'uso. Le stazioni radio con un peso leggero sono adatte per essere predisposte sugli UAVs garantendo un'ampia gamma di applicazioni:
- supporto efficace ai sistemi terrestri esistenti in aree affollate (ad esempio in uno stadio durante un evento sportivo o esibizioni dal vivo) fornendo capacità aggiuntiva;[2][3][4][6]
- diffusione e raccolta di informazioni tra sensori wireless e scenari IoT (smart city o in campi coltivati per l'ispezione del terreno e l'agricoltura di precisione) dove non sono possibili comunicazioni a lungo raggio dato il limite energetico dei dispositivi coinvolti;[2][3][4][6]
- trasmissione di informazioni tra data centers geograficamente distanti e fornitura di copertura di rete in aree rurali o extraurbane, dove l'installazione di stazioni radio aeree mobili diventa altamente vantaggiosa rispetto alle costose e ingombranti torri necessarie per le stazioni radio base e ai collegamenti in fibra ottica;[2][3][4][6]
- ripristino rapido della connettività dopo un guasto all'infrastruttura di rete e la trasmissione di dati in situazioni di emergenza come attacchi terroristici. Un esempio è la connessione tra il fronte e il quartier generale durante situazioni così imprevedibili;[2][3][4][6]

I primi esperimenti e risultati di questa nuova tecnologia sono stati forniti da Qualcomm e AT&T, che hanno monitorato le performance delle stazioni radio aeree nel fornire comunicazioni wireless su larga scala. Anche progetti come Facebook Aquila, cell-on-wheels e wings (COW-W), Google SKYBENDER, Nokia F-Cell e Huawei Digital Sky sono stati finalizzati a testare i benefici di questo nuovo servizio.

## Normative
Una delle barriere significative della tecnologia di comunicazione wireless con stazioni radio aeree è l'assenza di una normativa legale unica. Questa differisce in base ai paesi e alla zona di volo.
I criteri normativi possono essere suddivisi in due categorie, la prima relativa alla tecnologia UAV e la seconda relativa alle telecomunicazioni.
Circa le normative sugli UAVs, ci sono diverse organizzazioni che si occupano di sviluppare le linee guida per il controllo del volo. Negli Stati Uniti, le operazioni sono controllate dalla Federal Aviation Administration (FAA) e NASA. Mentre in Europa, la European Aviation Safety Agency (EASA) ha pubblicato il regolamento sull'uso degli UAVs. La International Civil Aviation Organization (ICAO) si occupa delle linee guida in Asia per la regolamentazione e il funzionamento sicuro dei sistemi aeromobili senza pilota.
I regolamenti nelle comunicazioni wireless vengono continuamente diffusi ed aggiornati dall'Electronic Communications Committee (ECC) in Europa e la Federal Communications Commission (FCC) negli Stati Uniti. Il fine è di controllare le operazioni di rete svolte dalle stazioni radio aeree mobili considerando vari fattori come il tipo e l'identificazione dell'UAV, lo spettro di frequenza per la condivisione dei dati e il controllo dei sensori, l'altitudine che in genere dipende dalla presenza della condizione di LoS con il pilota, velocità e peso.

## Panoramica della architettura
Anche se il Third Generation Partnership Project sta concentrando principalmente i suoi sforzi nella standardizzazione degli UAVs connessi alla rete cellulare,  diverse architetture che coinvolgono sistemi di volo con un access point intelligente a bordo sono state proposte. Tale architettura è generalmente caratterizzata da due tipi base di collegamenti: uno adibito al controllo e l'altro allo scambio di dati.

### Collegamento di controllo
Il collegamento di controllo si occupa delle comunicazioni tra le stazioni radio aeree e i centri di controllo a terra della rete di backhaul, generalmente si tratta di una stazione radio predisposta.
Il collegamento di controllo ha principalmente funzioni critiche per la sicurezza, come il controllo del mezzo per evitare gli ostacoli e il suo tracciamento. A tale scopo, richiede requisiti di affidabilità e latenza più rigorosi. Anche la sicurezza e la privacy sono requisiti altamente prioritari per evitare controllori ed interferenti esterni non autorizzati. Il link di controllo viene utilizzato per fornire informazioni sulla configurazione di rete, come l'allocazione delle risorse di tempo e frequenza e per raccogliere alcune informazioni sui dati di volo  (ad esempio GPS, angolo di elevazione relativo e velocità di volo), energia residua e prestazioni relative alla fornitura di connettività (bit error ratio, potenza ricevuta e trasmessa). Le frequenze allocate per questo collegamento sono le bande L e C in quanto permettono di avere bassa attenuazione e latenza.

### Collegamento dati
I collegamenti dati implicano la trasmissione di dati tra la stazione aerea e dispositivi mobili di terra, infrastrutture terrestri (stazioni radio o gateway), sensori o altre stazioni aeree. Poiché il loro scopo è diverso rispetto alla parte di controllo, anche i requisiti che devono soddisfare cambiano.
Il collegamento dati è meno sensibile al ritardo, mentre la richiesta di capacità dipende generalmente dall'applicazione. La velocità dei dati può variare dai kilobits al secondo, in caso di collegamento tra stazione radio area-utenti a terra, permettendo l'impiego della banda di frequenza 4G, fino ai gigabits al secondo in caso di connessione tra la rete di backhaul e la stazione radio area o comunicazioni tra le stazioni radio in volo. Poiché queste ultime sono principalmente dominati dalla componente in LoS, l'utilizzo delle onde millimetriche è una soluzione di spicco per soddisfare l'elevata capacità richiesta.

## Considerazioni sul posizionamento
Il problema di trovare una posizione ottimale e/o la pianificazione del percorso è più impegnativo per le stazioni radio aree rispetto alle stazioni radio terrestri. Da un lato infatti, le stazioni radio aree possono muoversi liberamente nello spazio 3D senza confini, dall'altro, ci sono dei vincoli necessari che devono essere considerati: mantenere la connettività in LoS, limiti energetici e presenza di ostacoli, molti di questi sono fenomeni che dipendono dal tempo e sono difficili da prevedere.
Nella maggior parte dei casi, la soluzione migliore dipende dalla applicazione. Nel caso di copertura cellulare supportata da una stazione radio area, la soluzione migliore è quella di usare un'unica stazione radio area in modo statico al centro dell'area di interesse. Nel caso di applicazioni in tempo reale o di tracciamento di dispositivi mobili, è più intuitivo impiegare più di una stazione radio area per ottenere comunicazioni a basso ritardo ed alta affidabilità. Anche in caso di applicazioni con alto consumo di energia è necessario garantire una cooperazione tra diverse stazioni radio aree per consentire a chi necessità di rifornimento di energia di lasciare l'area di servizio e nel frattempo colmare il gap di connettività, aumentando la potenza di trasmissione e/o regolando la posizione degli altri aeromobili.